# Ekonomiczna wartość dodana
Ekonomiczna wartość dodana (ang. economic value added – EVA) – miernik opracowany przez firmę Stern Stewart & Co. z Nowego Jorku, określający wynik spółki z uwzględnieniem kosztu zaangażowanych kapitałów.
EVA jako miara wyników przedsiębiorstwa należała do zestawu narzędzi ekonomisty przez ponad dwieście lat. W swej istocie EVA jest miernikiem wyników działalności przedsiębiorstwa różniącym się od większości innych tym, że potrąca z zysku koszty całego kapitału zainwestowanego przez firmę. Stanowi szkielet kompleksowego zarządzania finansami i stymulującego systemu wynagrodzeń, który może ukierunkować każdą decyzję podejmowaną w firmie, poczynając od gabinetu zarządu, a kończąc na hali produkcyjnej: może przekształcić kulturę przedsiębiorstwa, polepszyć życie zawodowe wszystkich członków organizacji, pozwalając im odnieść większy sukces, i pomóc pracownikom w pomnożeniu bogactwa akcjonariuszy, klientów oraz ich samych.
Ekonomiczna wartość dodana tworzy nową perspektywę, która pozwala menedżerom inaczej spojrzeć na przedsiębiorstwo, dzięki czemu mogą wyraźniej dostrzegać ekonomiczne podstawy biznesu i podejmować lepsze decyzje, osobiście traktować sukces i niepowodzenia firmy – tak jak właściciel myśleć i postępować.
System EVA umożliwia menedżerom podejmowanie właściwych decyzji dzięki temu, że dostarcza lepszych informacji o firmie. Zmienia zachowania w całej organizacji, a zmiana ta zależy przede wszystkim od użycia EVA jako podstawy motywacyjnego systemu wynagrodzeń.

## Koszt kapitału
W koncepcji EVA koszt kapitału to to, co ekonomiści nazywają kosztem utraconych możliwości. Jest to stopa zwrotu, jakiej mogliby oczekiwać inwestorzy, lokując pieniądze w portfelu składającym się z akcji innych przedsiębiorstw oraz obligacji o porównywalnym ryzyku, i z którego rezygnują jako właściciele papierów wartościowych danego przedsiębiorstwa. Koszt kapitału wiąże się z fundamentalną zasadą, pochodzącą jeszcze z czasów Adama Smitha, że firma musi osiągnąć minimalną, konkurencyjną stopę zwrotu z całego zainwestowanego w niej kapitału. Jego koszty, czyli wymagana stopa zwrotu, dotyczy kapitału własnego tak samo jak obcego. Tak jak pożyczkodawcy domagają się należnych im odsetek, tak akcjonariusze żądają przynajmniej minimalnej akceptowalnej stopy zwrotu z pieniędzy, które ryzykują. Z drugiej strony, ekonomiczna wartość dodana to zysk obliczany z punktu widzenia akcjonariuszy. Jeżeli oczekują minimalnej stopy zwrotu z inwestycji równej, powiedzmy 12 procent, nie zaczynają „zarabiać pieniędzy”, dopóki nie przekroczą tej granicy.
Peter Drucker w swoim artykule w Harvard Business Review z 1995 roku ujął to następująco: ekonomiczna wartość dodana opiera się na zasadzie, którą znaliśmy od dawna: to, co nazywamy zyskiem, pieniądze, które zostają na obsługę kapitału własnego, nie jest zazwyczaj żadnym zyskiem. Dopóki przedsiębiorstwo nie zarobi kwoty przewyższającej jej koszty kapitału, dopóty ponosi stratę. Nieważne, że płaci podatki, tak jakby osiągała prawdziwy zysk. Przedsiębiorstwo wciąż oddaje gospodarce mniej niż od niej bierze w postaci zasobów. (...) Nie dodaje bogactwa, ale je niszczy. Wielu dyrektorów przedsiębiorstw zapomniało o tej prostej zasadzie, ponieważ przyzwyczajano ich do koncentrowania się na tradycyjnych zyskach księgowych, od których potrąca się odsetki od zadłużenia, ale nie odejmuje wcale kosztu kapitału własnego. Co gorsza, większość menedżerów liniowych skupia się na zysku operacyjnym, który nie uwzględnia nawet opłat za kapitał obcy. Prawdziwe zyski zaczynają się dopiero wtedy, gdy koszt kapitału zostaje pokryty tak jak wszystkie inne koszty.
Ekonomiczna wartość dodana jest miernikiem tych prawdziwych zysków. Z matematycznego punktu widzenia równa się różnicy pomiędzy zyskiem operacyjnym po opodatkowaniu i odpowiednim kosztem kapitału zarówno obcego, jak i własnego. To, co pozostaje, to wyrażona kwota, o którą zyski w danym okresie są wyższe lub o którą są niższe od kosztu całego kapitału, zainwestowanego dla ich osiągnięcia. Wielkość tę ekonomiści określają mianem dochodu rezydualnego, jest to reszta pozostała po pokryciu wszystkich kosztów. Ekonomiści nazywają ją również zyskiem ekonomicznym lub ekonomiczną rentą. W rzeczywistości obliczanie tego miernika jest nieco bardziej skomplikowane. Wymaga przede wszystkim kilku decyzji dotyczących tego, jak właściwie zmierzyć zyski operacyjne, kapitał i jak określić jego koszt.

## Opis wskaźnika
Miara ta informuje czy dana firma kreuje wartość dla właścicieli. Właściciel firmy (np. akcjonariusz spółki giełdowej) oczekuje wzrostu jej wartości. Wzrost wartości przedsiębiorstwa następuje gdy w toku bieżącej działalności i inwestycyjnej działalności stopa zwrotu od zainwestowanego kapitału będzie wyższa od kosztu pozyskania i dysponowania tym kapitałem (ROIC > WACC).
EVA to wartość różnicy między dochodem uzyskiwanym przez właściciela a dochodem przez niego oczekiwanym:
- dochód uzyskany = EBIT · (1 – T) = NOPAT
- dochód oczekiwany = IC · WACC

a więc:
EVA = EBIT · (1 – T) – IC · WACC,
gdzie:
- EBIT – zysk operacyjny przed opodatkowaniem;
- T – stopa podatku dochodowego
- IC – wartość kapitału, która została zainwestowana przez właścicieli oraz wartość oprocentowanego kapitału wierzycieli (majątek trwały + kapitał obrotowy, ale bez oprocentowanych zobowiązań bieżących)

Wzór na ekonomiczną wartość dodaną można wyrazić jeszcze na dwa następujące sposoby:
1. EVA = NOPAT – IC · WACC (oryginalny wzór Stern Stewart & CO.)
2. EVA = (ROIC – WACC) · IC

Zainwestowany kapitał (IC) można wyznaczyć:
- IC = AKTYWA TRWAŁE + AKTYWA OBROTOWE – ZOBOWIĄZANIA BEZODSETKOWE
- IC = AKTYWA TRWAŁE + KAPITAŁ OBROTOWY NETTO

## Zalety EVA[3]
- syntetyczny miernik, który informuje o sytuacji przedsiębiorstwa,
- łatwy w interpretacji zarówno przez finansistów, jak i osoby nieposiadające wiedzy finansowej,
- pozwala na porównanie efektów działalności przedsiębiorstw niezależnie od struktury ich kapitałów,
- sprawia, że pracownicy przedsiębiorstw zachowują się jak właściciele,
- stosowanie tego wskaźnika zapewnia właściwą alokację kapitału na różnych poziomach agregacji i dezagregacji działalności przedsiębiorstwa.

Na przykład Coca-Cola, która przez długi czas była liderem w produkcji napojów bezalkoholowych, w sferze tworzenia bogactwa spisywała się zdecydowanie przeciętnie. W roku 1983 nieżyjący już Robert Goizueta, jako jeden z pierwszych dyrektorów generalnych wdrożył koncepcję ekonomicznej wartości dodanej. W 1994 roku Coca-Cola zdobyła pierwsze miejsce na świecie w tworzeniu wartości, a do końca 1996 roku jej słodzone napoje wzbogaciły akcjonariuszy o 125 miliardów dolarów. Na wyrazy uznania zasługuje bez wątpienia Goizueta jako dyrektor generalny, ale ważną rolę w tym sukcesie odegrała również EVA. Cieszymy się bardzo, że jako jedni z pierwszych znaleźliśmy się na pokładzie EVA – powiedział Goizueta w 1995 roku. EVA dała naszym ludziom bardzo użyteczne narzędzie do prowadzenia swoich przedsiębiorstw oraz solidne zasady, którymi kierują się w codziennej pracy.
EVA pomaga zmienić kształt gospodarki południowoafrykańskiej, w miarę jak kraj ten wydostaje się spod krępującego go embarga handlowego i na nowo uczy konkurować na światowych rynkach. W Nowej Zelandii ekonomiczną wartość dodaną wykorzystuje się do pobudzania tamtejszych przedsiębiorstw państwowych. Nawet United States Postal Service używa tej koncepcji, aby poprawić efektywność i usługi oraz motywować największy na świecie zespół cywilnej siły roboczej.
EVA zyskała szerokie poparcie społeczności akademickiej i prasy ekonomicznej, a także zmieniła sposób, w jaki Wall Street wybiera akcje. Znajduje oddźwięk u tak wielu grup z otoczenia przedsiębiorstwa, ponieważ chodzi w niej o coś więcej niż pojedynczy aspekt działania firmy. Jest ona powrotem do korzeni, ponownym odkryciem najbardziej podstawowych elementów zarządzania firmą, które przynosi trwałą zmianę priorytetów przedsiębiorstwa, jego systemów i kultury. Udowodniono, że koncepcja ta działa praktycznie wszędzie, ponieważ stanowi właściwe podejście do wszystkich firm w każdym czasie i miejscu. Ekonomiczna wartość dodana to podstawowa miara i sposób zarządzania wynikami działalności przedsiębiorstwa, który ma korzenie tak stare, jak sam kapitalizm. Mówi menedżerom, aby robili to, o czym intuicyjnie wiedzą, że jest właściwe, ale co tradycyjne księgowe wskaźniki oceny firmy często zaciemniają.

## Wady EVA[4]
- EVA jest niedoszacowane w niedawno powstałych spółkach,
- wyższy wskaźnik mają te przedsiębiorstwa, które opóźniają lub przejściowo wstrzymują realizację planowanych inwestycji,
- wybór metody amortyzacji może zniekształcać wielkość EVA,
- ze względu na liczne korekty obliczeń, ich zastosowanie lub nie, czy też możliwości przyjęcia przez analityków odmiennych metod kalkulacji, mogą pojawiać się problemy z wykorzystaniem EVA do porównań między przedsiębiorstwami i między sektorami,
- nie wykazuje zbyt wysokiej zgodności z wartością rynkową przedsiębiorstwa.